# NGC 425
NGC 425 là một thiên hà xoắn ốc trong chòm sao Tiên Nữ. Nó được Truman Henry Safford phát hiện vào ngày 29 tháng 10 năm 1866.